# Adrian Apostol
Adrian Marian Apostol (n. 11 martie 1990 în Constanța) este un jucător român de rugby în XV. Evoluează pe postul de aripă de treisferturi (wing).

## Carieră
S-a apucat de rugby la LPS „Nicolae Rotaru” din Constanța, orașul său natal, apoi s-a alăturat lui RCJ Farul. A fost și ales în echipa de dezvoltare Lupii București, fiind numit „jucătorul meciului” la o partidă de Challenge Cup cu Parma în 2011, după ce a marcat trei eseuri. În martie 2015 a semnat cu CSM Știința Baia Mare
Și-a făcut debutul la echipa națională a României într-o partidă de Cupa Națiunilor IRB împotriva Namibiei în iunie 2011. A fost convocat la Cupa Mondială de Rugby din 2011 pentru a-l înlocui pe Cătălin Fercu, care a refuzat să plece din cauza temei de zbor. A fost și inclus în selecția pentru Cupa Mondială din 2015, de astă dată pe lângă lui Fercu. A jucat toate cele patru meciuri de grupa fazelor, inclusiv ultimul meciu cu Italia, unde a marcat două eseuri. Până în octombrie 2015, a strâns 22 de selecții în națională și a marcat 30 de puncte, înscriind șase eseuri.